# Llista d'edificis singulars de l'Alt Camp
Llista d'edificis singulars de l'Alt Camp identificats en el Nomenclàtor oficial de toponímia major de Catalunya com a edificacions aïllades (masies, cases, ...)
| Edifici                          | Municipi              | Coordenades                                                   | Altitud | Estat |
| -------------------------------- | --------------------- | ------------------------------------------------------------- | ------- | ----- |
| Albà Vell, l'                    | Aiguamúrcia           |                                                               |         |       |
| Albereda                         | Querol                |                                                               |         |       |
| Alcover, Molí d'                 | Alcover               |                                                               |         |       |
| Alegret, Mas                     | Aiguamúrcia           |                                                               |         |       |
| Alzinet, Mas de l'               | Vila-rodona           |                                                               |         |       |
| Amigó, Masia d'                  | Valls                 |                                                               |         |       |
| Amorós, Torre de l'              | el Pla de Santa Maria |                                                               |         |       |
| Andreu, Mas de l'                | Vila-rodona           |                                                               |         |       |
| Anyerigues, Ca l'                | Querol                |                                                               |         |       |
| Aranya, Mas de l'                | Querol                |                                                               |         |       |
| Arbonès, Mas de l'               | Nulles                |                                                               |         |       |
| Arengader, Mas de l'             | el Milà               | 41° 15′ 6.21″ N, 1° 12′ 36.51″ E / 41.2517250°N,1.2101417°E   | 150,1   |       |
| Arengador, Ca l'                 | Cabra del Camp        |                                                               |         |       |
| Arnedo, Ca l'                    | Aiguamúrcia           |                                                               |         |       |
| Arnet, Corral de l'              | el Pla de Santa Maria |                                                               |         |       |
| Avellà, Mas de l'                | Alcover               |                                                               |         |       |
| Balasc, Mas                      | Figuerola del Camp    |                                                               |         |       |
| Baldric, Cal                     | Querol                |                                                               |         |       |
| Barbat, Mas de                   | Figuerola del Camp    |                                                               |         |       |
| Barbet, Masia de                 | Puigpelat             |                                                               |         |       |
| Baró, Cal                        | Aiguamúrcia           |                                                               |         |       |
| Barrau, Mas de                   | Valls                 |                                                               |         |       |
| Barriac, Mas de                  | Alió                  | 41° 18′ 23.39″ N, 1° 17′ 50.59″ E / 41.3064972°N,1.2973861°E  | 266,6   |       |
| Barrina, Mas del                 | el Pla de Santa Maria | 41° 21′ 29.25″ N, 1° 17′ 46.85″ E / 41.3581250°N,1.2963472°E  |         |       |
| Batalla, Mas de la               | Rodonyà               | 41° 16′ 33.41″ N, 1° 25′ 9.424″ E / 41.2759472°N,1.41928444°E |         |       |
| Batalla, Masia de                | Valls                 |                                                               |         |       |
| Batistó, Mas de                  | Alcover               |                                                               |         |       |
| Batistó, Molinet de              | Alcover               |                                                               |         |       |
| Batllet, Cal                     | el Pont d'Armentera   |                                                               |         |       |
| Batllori, Can                    | Aiguamúrcia           |                                                               |         |       |
| Bella, Cal                       | el Pont d'Armentera   |                                                               |         |       |
| Bernat, Cal                      | Aiguamúrcia           |                                                               |         |       |
| Besora                           | la Riba               |                                                               |         |       |
| Bessó, Mas de                    | Alcover               | 41° 14′ 44.9″ N, 1° 11′ 31.4″ E / 41.245806°N,1.192056°E      | 176,2   |       |
| Biel, Mas d'en                   | Vila-rodona           |                                                               |         |       |
| Biló, Mas del                    | Cabra del Camp        |                                                               |         |       |
| Biosca, Mas                      | Querol                |                                                               |         |       |
| Blai, Cal                        | Mont-ral              |                                                               |         |       |
| Blanc, Mas                       | Alcover               |                                                               |         |       |
| Boada, Cal                       | Aiguamúrcia           |                                                               |         |       |
| Boixanc, Mas                     | Querol                |                                                               |         |       |
| Bolero, Mas                      | Cabra del Camp        |                                                               |         |       |
| Bosc, Cal                        | el Pont d'Armentera   |                                                               |         |       |
| Bosc, Mas d'en                   | Querol                |                                                               |         |       |
| Bràfim, Molí de                  | Vilabella             |                                                               |         |       |
| Brícia, Masia de la              | Vallmoll              | 41° 15′ 28.78″ N, 1° 16′ 1.178″ E / 41.2579944°N,1.26699389°E |         |       |
| Burguet, el                      | Alcover               |                                                               |         |       |
| Cabeces, les                     | Vilabella             |                                                               |         |       |
| Cabellut, Cal                    | Rodonyà               |                                                               |         |       |
| Cabestany, Mas de                | Nulles                |                                                               |         |       |
| Cailà, Mas de                    | Figuerola del Camp    |                                                               |         |       |
| Calaf, Mas d'en                  | Montferri             |                                                               |         |       |
| Calderó, Mas de                  | Alcover               |                                                               |         |       |
| Calvari, el                      | Nulles                |                                                               |         |       |
| Camadall Nou, Cal                | Querol                |                                                               |         |       |
| Cameu, Cal                       | Vila-rodona           |                                                               |         |       |
| Campaner, Cal                    | Cabra del Camp        |                                                               |         |       |
| Campets, Cal                     | Vila-rodona           |                                                               |         |       |
| Canals, Masia del                | el Pla de Santa Maria |                                                               |         |       |
| Canela, Mas d'en                 | Cabra del Camp        |                                                               |         |       |
| Canot, Mas del                   | Valls                 |                                                               |         |       |
| Cap de Ferro, Mas de             | Nulles                |                                                               |         |       |
| Capona, la                       | el Pla de Santa Maria |                                                               |         |       |
| Capri, Masia del                 | Alió                  | 41° 17′ 53.48″ N, 1° 17′ 4.41″ E / 41.2981889°N,1.2845583°E   | 254,9   |       |
| Cardany, Mas                     | Nulles                |                                                               |         |       |
| Carril, Mas del                  | Cabra del Camp        |                                                               |         |       |
| Casa Gran, la                    | Querol                |                                                               |         |       |
| Casals, Mas del                  | el Pla de Santa Maria |                                                               |         |       |
| Casa Nova de Bonany, la          | Querol                |                                                               |         |       |
| Casa Roja, la                    | Aiguamúrcia           |                                                               |         |       |
| Casat, Cal                       | el Milà               |                                                               |         |       |
| Cases, Cal                       | el Pont d'Armentera   |                                                               |         |       |
| Cases Noves, les                 | Vila-rodona           |                                                               |         |       |
| Cases Noves de Formigosa, les    | Querol                |                                                               |         |       |
| Caseta, la                       | el Pont d'Armentera   |                                                               |         |       |
| Cassany                          | Querol                |                                                               |         |       |
| Castellà, Cal                    | Querol                |                                                               |         |       |
| Catariu, Mas de                  | Alcover               |                                                               |         |       |
| Cendra, Cal                      | Aiguamúrcia           |                                                               |         |       |
| Cerdà, Mas d'en                  | Vilabella             |                                                               |         |       |
| Cinta, Mas de la                 | Mont-ral              |                                                               |         |       |
| Cirer, Mas de                    | Alcover               | 41° 13′ 57.5″ N, 1° 9′ 26.3″ E / 41.232639°N,1.157306°E       | 233,8   |       |
| Cisterer, Mas del                | Mont-ral              |                                                               |         |       |
| Codines, les                     | Aiguamúrcia           |                                                               |         |       |
| Coix, Cal                        | Aiguamúrcia           |                                                               |         |       |
| Coll, Cal                        | Montferri             |                                                               |         |       |
| Collada, la                      | Querol                |                                                               |         |       |
| Coma del Feló, la                | Bràfim                |                                                               |         |       |
| Comes, Mas de les                | Aiguamúrcia           | 41° 21′ 59.59″ N, 1° 26′ 0.85″ E / 41.3665528°N,1.4335694°E   |         |       |
| Conillera, Mas del               | el Pla de Santa Maria |                                                               |         |       |
| Corbella, Mas de                 | Alcover               |                                                               |         |       |
| Cortada, Cal                     | Aiguamúrcia           |                                                               |         |       |
| Cosme, Cal                       | Querol                |                                                               |         |       |
| Costa de Baix, la                | Querol                |                                                               |         |       |
| Cotxeres, les                    | Figuerola del Camp    |                                                               |         |       |
| Crespo, Masia de                 | Valls                 |                                                               |         |       |
| Cua, Mas de la                   | Vilabella             | 41° 13′ 40.37″ N, 1° 20′ 25.81″ E / 41.2278806°N,1.3405028°E  |         |       |
| Cuca, Mas de la                  | Valls                 |                                                               |         |       |
| Cucut, Cal                       | Querol                |                                                               |         |       |
| Dalmau, Cal                      | Aiguamúrcia           |                                                               |         |       |
| Deveses, les                     | Querol                |                                                               |         |       |
| Domingo, Cal                     | Aiguamúrcia           |                                                               |         |       |
| Duran, Mas del                   | Vilabella             |                                                               |         |       |
| Entino, Mas de l'                | el Pla de Santa Maria |                                                               |         |       |
| Escalivat, Mas de l'             | el Pla de Santa Maria |                                                               |         |       |
| Escoter, Mas de l'               | Alcover               |                                                               |         |       |
| Esgarip, Ca l'                   | Querol                |                                                               |         |       |
| Esplugues, les                   | Querol                |                                                               |         |       |
| Esplugues, Mas                   | Querol                |                                                               |         |       |
| Esquers, Mas                     | Vila-rodona           |                                                               |         |       |
| Estamenyer, Mas de l'            | Mont-ral              |                                                               |         |       |
| Estanella, Ca l'                 | Aiguamúrcia           | 41° 23′ 16.19″ N, 1° 23′ 19.52″ E / 41.3878306°N,1.3887556°E  | 518     |       |
| Eucaliptus, l'                   | Montferri             |                                                               |         |       |
| Fàbrega, la                      | Aiguamúrcia           |                                                               |         |       |
| Falguera, Masia de               | el Milà               |                                                               |         |       |
| Fam, Mas de la                   | Alcover               |                                                               |         |       |
| Fassines, les                    | Figuerola del Camp    |                                                               |         |       |
| Feliu, Mas d'en                  | Mont-ral              |                                                               |         |       |
| Fèlix, Cal                       | Querol                |                                                               |         |       |
| Ferran, Mas d'en                 | Aiguamúrcia           |                                                               |         |       |
| Ferrer, Mas de                   | la Riba               |                                                               |         |       |
| Ferrerons, Mas                   | Rodonyà               |                                                               |         |       |
| Fesol, Can                       | Aiguamúrcia           |                                                               |         |       |
| Figueres, Cal                    | el Pont d'Armentera   |                                                               |         |       |
| Figuerola, la                    | Montferri             |                                                               |         |       |
| Flare, Masia del                 | el Pont d'Armentera   |                                                               |         |       |
| Font, Casa de la                 | Querol                |                                                               |         |       |
| Fontana, Mas de                  | la Masó               |                                                               |         |       |
| Forès, Mas de                    | Alcover               | 41° 15′ 58.8″ N, 1° 7′ 50.1″ E / 41.266333°N,1.130583°E       |         |       |
| Forques, les                     | Aiguamúrcia           |                                                               |         |       |
| Fort, Molí d'en                  | Mont-ral              |                                                               |         |       |
| Franciscot, Cal                  | Vila-rodona           |                                                               |         |       |
| Galcerana, la                    | Querol                |                                                               |         |       |
| Galeno, Cal                      | Aiguamúrcia           |                                                               |         |       |
| Gallissà, Mas de                 | Valls                 |                                                               |         |       |
| Gambada, la                      | el Pla de Santa Maria |                                                               |         |       |
| Garriga, Torre del               | Montferri             |                                                               |         |       |
| Garrofet                         | Querol                |                                                               |         |       |
| Garsa, Cal                       | Cabra del Camp        |                                                               |         |       |
| Garsa, Cal                       | Vila-rodona           |                                                               |         |       |
| Gassó, el                        | Querol                |                                                               |         |       |
| Gassol, Mas de                   | Alcover               |                                                               |         |       |
| Gat, Mas del                     | Alcover               |                                                               |         |       |
| Gatell, Mas d'en                 | Vilabella             |                                                               |         |       |
| Gatelletes, les                  | Aiguamúrcia           |                                                               |         |       |
| Gener, Mas                       | Querol                |                                                               |         |       |
| Geperut, Mas de                  | Alcover               | 41° 17′ 2.5″ N, 1° 9′ 26.0″ E / 41.284028°N,1.157222°E        | 492,7   |       |
| Gínjol, Mas de                   | Valls                 |                                                               |         |       |
| Giró, el                         | Vila-rodona           |                                                               |         |       |
| Glorieta, Molins de              | Mont-ral              |                                                               |         |       |
| Gomar, Cal                       | Querol                |                                                               |         |       |
| Gomis, Mas de                    | Alcover               | 41° 16′ 52.6″ N, 1° 8′ 52.6″ E / 41.281278°N,1.147944°E       | 570,9   |       |
| Gran de la Viuda, Mas del        | Vila-rodona           |                                                               |         |       |
| Grau, Cal                        | Aiguamúrcia           |                                                               |         |       |
| Guàrdia, Cal                     | Vila-rodona           | 41° 18′ 6.57″ N, 1° 21′ 17.93″ E / 41.3018250°N,1.3549806°E   | 243     |       |
| Güell, Cal                       | Aiguamúrcia           |                                                               |         |       |
| Guerra, Mas d'en                 | Vila-rodona           |                                                               |         |       |
| Guillem, Cal                     | Aiguamúrcia           |                                                               |         |       |
| Guillem, Cal                     | Querol                |                                                               |         |       |
| Guixer, Cal                      | Cabra del Camp        |                                                               |         |       |
| Guixó, Cal                       | Cabra del Camp        |                                                               |         |       |
| Guixó, Cal                       | el Pont d'Armentera   |                                                               |         |       |
| Heures, Mas de les               | Figuerola del Camp    |                                                               |         |       |
| Hostalets, els                   | Cabra del Camp        |                                                               |         |       |
| Hostal Vell, l'                  | Valls                 |                                                               |         |       |
| Jant, Cal                        | Mont-ral              |                                                               |         |       |
| Jordi, Mas de                    | Mont-ral              |                                                               |         |       |
| Jover, Mas d'en                  | Alcover               |                                                               |         |       |
| Lilla, Masia                     | Valls                 |                                                               |         |       |
| Lladre, Hostalet del             | Querol                |                                                               |         |       |
| Llop, Mas d'en                   | Figuerola del Camp    |                                                               |         |       |
| Llorenç, Masia de                | Vallmoll              |                                                               |         |       |
| Macianet, Mas                    | el Pla de Santa Maria |                                                               |         |       |
| Maçó, Cal                        | Querol                |                                                               |         |       |
| Madronet, Mas                    | el Pla de Santa Maria |                                                               |         |       |
| Magina, Mas de la                | Vila-rodona           |                                                               |         |       |
| Magí Sord, Cal                   | Querol                |                                                               |         |       |
| Magre, Cal                       | Aiguamúrcia           |                                                               |         |       |
| Mallorca, Mas del                | el Pla de Santa Maria |                                                               |         |       |
| Mandil, Cal                      | Querol                |                                                               |         |       |
| Manel, Mas                       | el Pla de Santa Maria |                                                               |         |       |
| Manlleva, la                     | Aiguamúrcia           |                                                               |         |       |
| Manset, Masia                    | Bràfim                | 41° 16′ 18.64″ N, 1° 21′ 2.30″ E / 41.2718444°N,1.3506389°E   |         |       |
| Marc, Mas d'en                   | Mont-ral              |                                                               |         |       |
| Martí, Mas de                    | el Pla de Santa Maria |                                                               |         |       |
| Martí, Masieta del               | Cabra del Camp        |                                                               |         |       |
| Marxant, Mas de                  | el Milà               | 41° 15′ 15.21″ N, 1° 12′ 50.36″ E / 41.2542250°N,1.2139889°E  | 148,7   |       |
| Masada, la                       | Mont-ral              |                                                               |         |       |
| Maset, el                        | Alió                  |                                                               |         |       |
| Maset, el                        | Cabra del Camp        |                                                               |         |       |
| Maseter, Mas de                  | Alcover               |                                                               |         |       |
| Masieta, la                      | Vila-rodona           |                                                               |         |       |
| Masó, la                         | Aiguamúrcia           |                                                               |         |       |
| Masot, el                        | el Pla de Santa Maria |                                                               |         |       |
| Matar, el                        | Aiguamúrcia           |                                                               |         |       |
| Mateu, Cal                       | Vila-rodona           |                                                               |         |       |
| Matoses, Cal                     | Querol                |                                                               |         |       |
| Màxim, Cal                       | Querol                |                                                               |         |       |
| Mel, Mas de la                   | el Pont d'Armentera   |                                                               |         |       |
| Messeguer, Mas de                | Vilabella             |                                                               |         |       |
| Milà, Torre                      | Aiguamúrcia           | 41° 21′ 17.90″ N, 1° 28′ 22.32″ E / 41.3549722°N,1.4728667°E  | 679,3   |       |
| Miquel, Mas                      | Aiguamúrcia           | 41° 21′ 10.66″ N, 1° 23′ 37.43″ E / 41.3529611°N,1.3937306°E  |         |       |
| Miracle, el                      | Aiguamúrcia           |                                                               |         |       |
| Mirem, Cal                       | Aiguamúrcia           |                                                               |         |       |
| Miró, Mas de                     | Mont-ral              |                                                               |         |       |
| Mitger, Cal                      | Cabra del Camp        |                                                               |         |       |
| Molinets, els                    | Cabra del Camp        |                                                               |         |       |
| Montferri, Molí de               | Montferri             |                                                               |         |       |
| Mont-ravà, Mas de                | Alcover               |                                                               |         |       |
| Moro, Torre del                  | Montferri             |                                                               |         |       |
| Muntaner, Corral del             | el Pla de Santa Maria |                                                               |         |       |
| Murtrar, Mas del                 | Alcover               |                                                               |         |       |
| Muster, Mas de                   | Mont-ral              |                                                               |         |       |
| Muster, Mas de                   | Vilabella             | 41° 15′ 3.38″ N, 1° 20′ 59.76″ E / 41.2509389°N,1.3499333°E   |         |       |
| Nofre, Cal                       | Vila-rodona           | 41° 18′ 14.41″ N, 1° 23′ 0.62″ E / 41.3040028°N,1.3835056°E   | 297     |       |
| Oliva, Masia de l'               | Vilabella             |                                                               |         |       |
| Ombra, Molí de l'                | Mont-ral              |                                                               |         |       |
| Pagès, Mas d'en                  | Montferri             |                                                               |         |       |
| Palatí, Cal                      | el Pont d'Armentera   |                                                               |         |       |
| Palau, Mas d'en                  | Aiguamúrcia           |                                                               |         |       |
| Paller, Mas del                  | Alió                  | 41° 18′ 35.52″ N, 1° 17′ 27.26″ E / 41.3098667°N,1.2909056°E  | 270     |       |
| Pansa, Mas de la                 | Vila-rodona           |                                                               |         |       |
| Papiol, Casa                     | Rodonyà               |                                                               |         |       |
| Pardaltes, Cal                   | Querol                |                                                               |         |       |
| Parellada, la                    | Alcover               |                                                               |         |       |
| Pastor, Mas de                   | el Rourell            | 41° 13′ 38.06″ N, 1° 13′ 9.07″ E / 41.2272389°N,1.2191861°E   |         |       |
| Pau, Mas de la                   | Vilabella             | 41° 13′ 25.70″ N, 1° 20′ 54.32″ E / 41.2238056°N,1.3484222°E  |         |       |
| Pauet de les Gallardes, Cal      | Vila-rodona           |                                                               |         |       |
| Paula, Mas de la                 | el Pla de Santa Maria |                                                               |         |       |
| Pau Roig, Mas del                | Figuerola del Camp    |                                                               |         |       |
| Pava, Mas de                     | Querol                |                                                               |         |       |
| Pedrafita                        | Vila-rodona           |                                                               |         |       |
| Pei, Cal                         | Montferri             |                                                               |         |       |
| Pere Llarg, Cal                  | Aiguamúrcia           |                                                               |         |       |
| Perica, Cal                      | Vila-rodona           |                                                               |         |       |
| Perla, Mas de la                 | Valls                 |                                                               |         |       |
| Pi Casamenter, el                | Aiguamúrcia           |                                                               |         |       |
| Pié, Masia de                    | Vila-rodona           |                                                               |         |       |
| Pilot, Cal                       | Querol                |                                                               |         |       |
| Pinyana                          | Querol                |                                                               |         |       |
| Pinyero, Mas de                  | Alcover               |                                                               |         |       |
| Pla, Mas                         | Querol                |                                                               |         |       |
| Plana, Mas de la                 | Mont-ral              |                                                               |         |       |
| Plana, Masia del                 | Vallmoll              | 41° 15′ 29.34″ N, 1° 15′ 13.41″ E / 41.2581500°N,1.2537250°E  |         |       |
| Ponç, Mas de                     | Valls                 |                                                               |         |       |
| Porta, Masia del                 | Vila-rodona           |                                                               |         |       |
| Portella, la                     | Aiguamúrcia           |                                                               |         |       |
| Portella, Masia de la            | Aiguamúrcia           | 41° 21′ 48.75″ N, 1° 27′ 50.64″ E / 41.3635417°N,1.4640667°E  |         |       |
| Posant, Mas de                   | la Masó               | 41° 14′ 36.2″ N, 1° 13′ 7.00″ E / 41.243389°N,1.2186111°E     | 117,0   |       |
| Prat, el                         | Cabra del Camp        |                                                               |         |       |
| Prat, el                         | Figuerola del Camp    |                                                               |         |       |
| Prat, Mas d'en                   | Aiguamúrcia           |                                                               |         |       |
| Prats, Corral del                | el Pla de Santa Maria |                                                               |         |       |
| Prats, Masieta de                | Valls                 |                                                               |         |       |
| Puig de Marc, Mas del            | la Riba               |                                                               |         |       |
| Puig-d'heura, Mas d'en           | Aiguamúrcia           | 41° 22′ 41.33″ N, 1° 27′ 22.74″ E / 41.3781472°N,1.4563167°E  |         |       |
| Puigtinyós, Molí de              | Montferri             |                                                               |         |       |
| Pujolet, Mas del                 | Vila-rodona           |                                                               |         |       |
| Purnet, Cal                      | Vila-rodona           |                                                               |         |       |
| Querassó, Mas                    | Querol                |                                                               |         |       |
| Ràfols, Mas de                   | Valls                 |                                                               |         |       |
| Ramonet, Cal                     | Aiguamúrcia           |                                                               |         |       |
| Ramonet, Mas de                  | Vilabella             |                                                               |         |       |
| Rata, Mas de la                  | el Milà               |                                                               |         |       |
| Ratat, Cal                       | Querol                |                                                               |         |       |
| Regalat, Cal                     | Querol                |                                                               |         |       |
| Regany, Mas                      | Aiguamúrcia           |                                                               |         |       |
| Rei, Masia del                   | la Masó               |                                                               |         |       |
| Requesens, Cal                   | Querol                |                                                               |         |       |
| Requesens, Cal                   | Querol                |                                                               |         |       |
| Requesens, Masia de              | Valls                 |                                                               |         |       |
| Ricard, Molí de                  | el Milà               |                                                               |         |       |
| Riu, Molí del                    | Valls                 |                                                               |         |       |
| Robuster, Masia de               | Valls                 |                                                               |         |       |
| Roc, Masia del                   | el Pla de Santa Maria |                                                               |         |       |
| Rocamora, Castell de             | Montferri             |                                                               |         |       |
| Roc de la Serra, Cal             | Vila-rodona           |                                                               |         |       |
| Rodon, Masieta de                | Valls                 |                                                               |         |       |
| Roella, Mas de la                | el Milà               | 41° 15′ 19.93″ N, 1° 11′ 51.19″ E / 41.2555361°N,1.1975528°E  | 174,7   |       |
| Roig, Mas                        | Alcover               |                                                               |         |       |
| Roig, Mas                        | Vilabella             |                                                               |         |       |
| Roig, Mas d'en                   | el Pla de Santa Maria |                                                               |         |       |
| Romiguera, la                    | Alcover               |                                                               |         |       |
| Ros, Cal                         | Aiguamúrcia           |                                                               |         |       |
| Ros, Masia del                   | Bràfim                | 41° 16′ 32.36″ N, 1° 20′ 52.88″ E / 41.2756556°N,1.3480222°E  | 248,4   |       |
| Rosic, Cal                       | Querol                |                                                               |         |       |
| Rossell, Mas                     | Querol                |                                                               |         |       |
| Rossell, Mas                     | Alcover               |                                                               |         |       |
| Rossell, Mas                     | Aiguamúrcia           | 41° 21′ 37.90″ N, 1° 26′ 20.11″ E / 41.3605278°N,1.4389194°E  |         |       |
| Rossell, Mas de                  | el Pla de Santa Maria |                                                               |         |       |
| Rosset, Cal                      | Vila-rodona           |                                                               |         |       |
| Rovira Seca, la                  | Querol                |                                                               |         |       |
| Rubió, Mas                       | Aiguamúrcia           |                                                               |         |       |
| Rupit, Mas                       | el Pont d'Armentera   |                                                               |         |       |
| Santes Creus, Molí de            | Aiguamúrcia           |                                                               |         |       |
| Sant Josep, Mas de               | Alcover               |                                                               |         |       |
| Saperó, Cal                      | Aiguamúrcia           |                                                               |         |       |
| Saques, Cal                      | Aiguamúrcia           |                                                               |         |       |
| Sebastiana, Ca la                | Aiguamúrcia           |                                                               |         |       |
| Sebiu de la Gallineta, Masia del | Valls                 |                                                               |         |       |
| Segarra, Cal                     | Aiguamúrcia           |                                                               |         |       |
| Serrà, Mas                       | Vila-rodona           |                                                               |         |       |
| Serra, Mas de la                 | Alcover               |                                                               |         |       |
| Soler, Masia del                 | Vila-rodona           |                                                               |         |       |
| Solivardes, Mas de les           | Aiguamúrcia           |                                                               |         |       |
| Targa, Molí d'en                 | Cabra del Camp        |                                                               |         |       |
| Tatai, Masia del                 | Valls                 |                                                               |         |       |
| Tell, Mas de                     | el Milà               | 41° 15′ 34.18″ N, 1° 12′ 48.38″ E / 41.2594944°N,1.2134389°E  | 150,8   |       |
| Teuler, Cal                      | Aiguamúrcia           |                                                               |         |       |
| Tinet, Mas de                    | Alcover               |                                                               |         |       |
| Tit, Masia del                   | Vallmoll              |                                                               |         |       |
| Tito, Mas del                    | Alcover               |                                                               |         |       |
| Tòfol, Cal                       | Querol                |                                                               |         |       |
| Toldrà, Cal                      | Vila-rodona           |                                                               |         |       |
| Toni, Mas d'en                   | Mont-ral              |                                                               |         |       |
| Toni Coll, Mas del               | Rodonyà               |                                                               |         |       |
| Torre, la                        | Mont-ral              |                                                               |         |       |
| Torres, les                      | Aiguamúrcia           |                                                               |         |       |
| Torret, Cal                      | Montferri             |                                                               |         |       |
| Torreta, la                      | Alcover               |                                                               |         |       |
| Torreta, la                      | Querol                |                                                               |         |       |
| Toses, Cal                       | el Pla de Santa Maria |                                                               |         |       |
| Tossalet, el                     | Mont-ral              |                                                               |         |       |
| Tost, Mas de                     | Vilabella             |                                                               |         |       |
| Tous, Cal                        | el Pont d'Armentera   |                                                               |         |       |
| Tronc, Cal                       | Querol                |                                                               |         |       |
| Tudores, Masia de                | el Pla de Santa Maria |                                                               |         |       |
| Tuets, Cal                       | Aiguamúrcia           |                                                               |         |       |
| Valldeserves                     | Querol                |                                                               |         |       |
| Veciana, Masia                   | Aiguamúrcia           |                                                               |         |       |
| Veciana, Masia de                | Valls                 |                                                               |         |       |
| Ventosa, Masia                   | Rodonyà               |                                                               |         |       |
| Verd, Mas del                    | Mont-ral              |                                                               |         |       |
| Vicenç, Mas del                  | Cabra del Camp        |                                                               |         |       |
| Vila, Molí de la                 | Cabra del Camp        |                                                               |         |       |
| Vilalta, Molí de                 | Mont-ral              |                                                               |         |       |
| Vilella, la                      | Aiguamúrcia           |                                                               |         |       |
| Vilella, Mas de                  | Alcover               |                                                               |         |       |
| Virgili, Mas d'en                | Bràfim                |                                                               |         |       |
| Vives, Mas d'en                  | Vila-rodona           |                                                               |         |       |
| Voltor, Mas                      | Alcover               |                                                               |         |       |
| Xamora, Mas de la                | el Pla de Santa Maria |                                                               |         |       |
| Xarina, Mas de la                | Alcover               |                                                               |         |       |
| Xup, Mas d'en                    | Aiguamúrcia           |                                                               |         |       |